# Zamki gotyckie
Zamki gotyckie – późnośredniowieczne twierdze wznoszone na terenie Europy będące elementami architektury gotyckiej. 

## Europa

### Polska

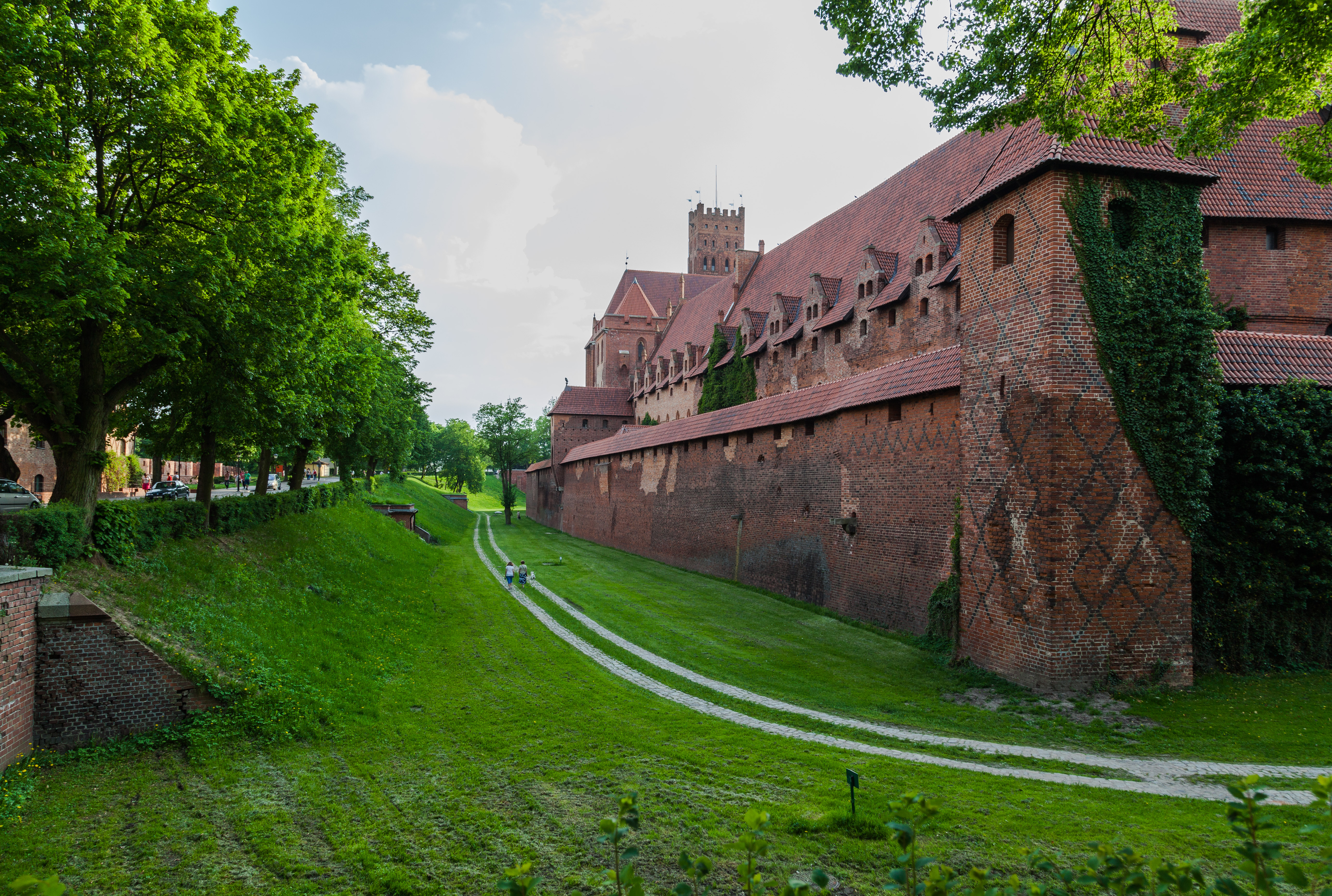
Zamek w Malborku

Polska wyróżnia się na tle innych państw średniowiecznymi gotyckimi zamkami ceglanymi. Początkowo budowle te miały wyłącznie charakter państwowy, jednak w połowie XIII wieku począwszy od Śląska zaczęto od tego odchodzić. Charakterystycznym elementem zamków śląskich w tym okresie była wieża mieszkalna otoczona fosą i murem. Zamki gotyckie ciągle ewoluowały, w XIV wieku, za czasów panowania Kazimierza Wielkiego dążono do powstawania zamków o kształtach zwartych i regularnych. Pomiędzy zamkami budowanymi w tym samym okresie, lecz w innych częściach kraju istnieją różnice spowodowane czynnikami politycznymi, społecznymi i geograficznymi. 
Przykłady zamków gotyckich w Polsce: 
- Zamek w Ogrodzieńcu
- Zamek w Czorsztynie
- Zamek w Malborku
- Zamek w Olsztynie
- Zamek w Niedzicy

### Włochy

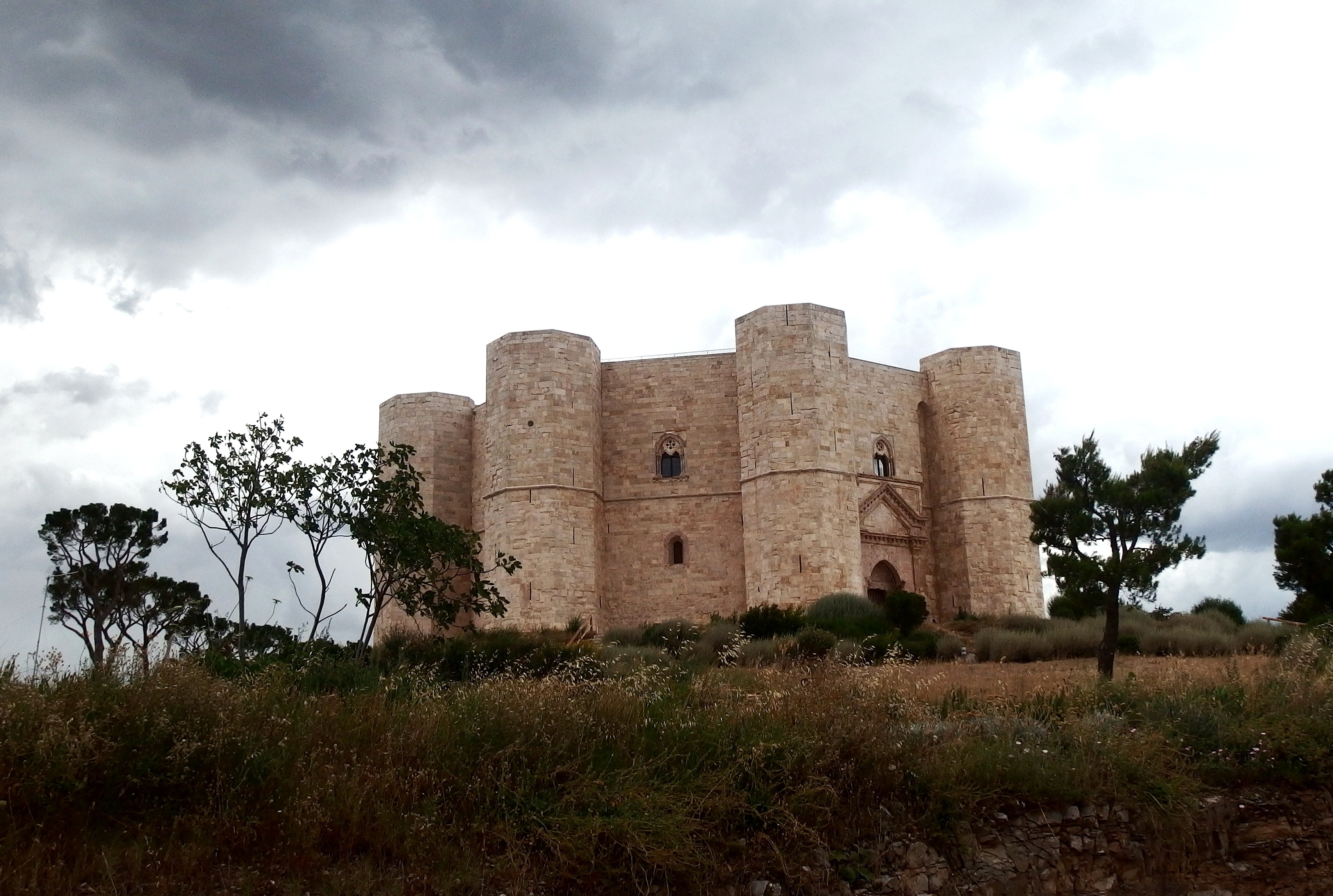
Castel del Monte

Włoskie zamki gotyckie miały przede wszystkim charakter obronny, jednak dysponowały wygodnymi pomieszczeniami mieszkalnymi. 
Przykłady zamków gotyckich we Włoszech: 
- Castel del Monte w Apulii
- Castello Estense w Ferrarze

### Francja

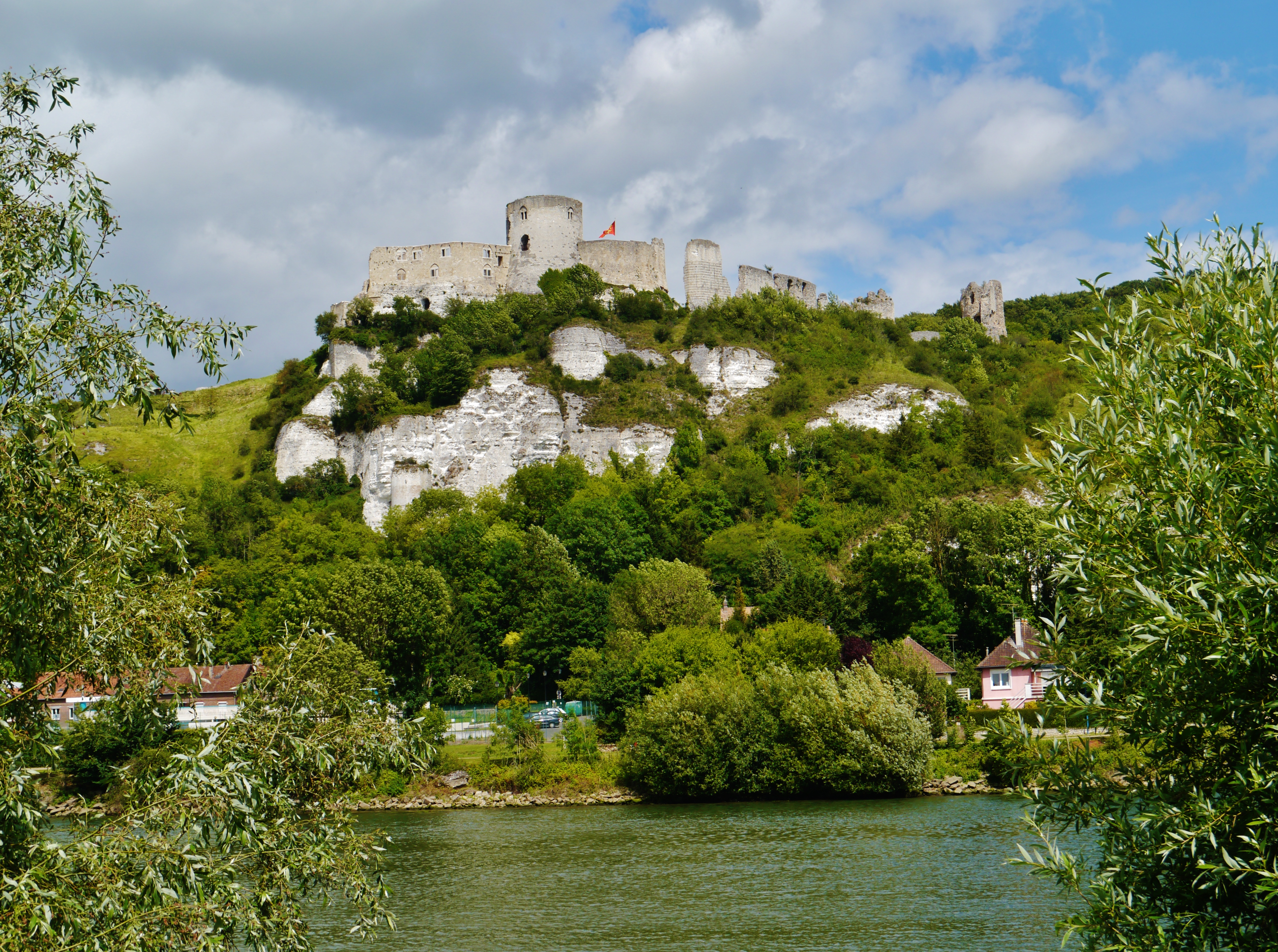
Château Gaillard

Na terenie Francji istniało wiele zamków gotyckich, część z nich zachowała się do dzisiejszych czasów. Budowle miały charakter obronny, jednak dużą uwagę skupiano na funkcji symbolicznej. Budowano je tak, aby swoim wyglądem robiły jak największe wrażenie, co niekoniecznie pokrywało się z funkcją militarną.  
Przykłady zamków gotyckich we Francji:  
- Château Gaillard
- Zamek w Coucy

### Anglia

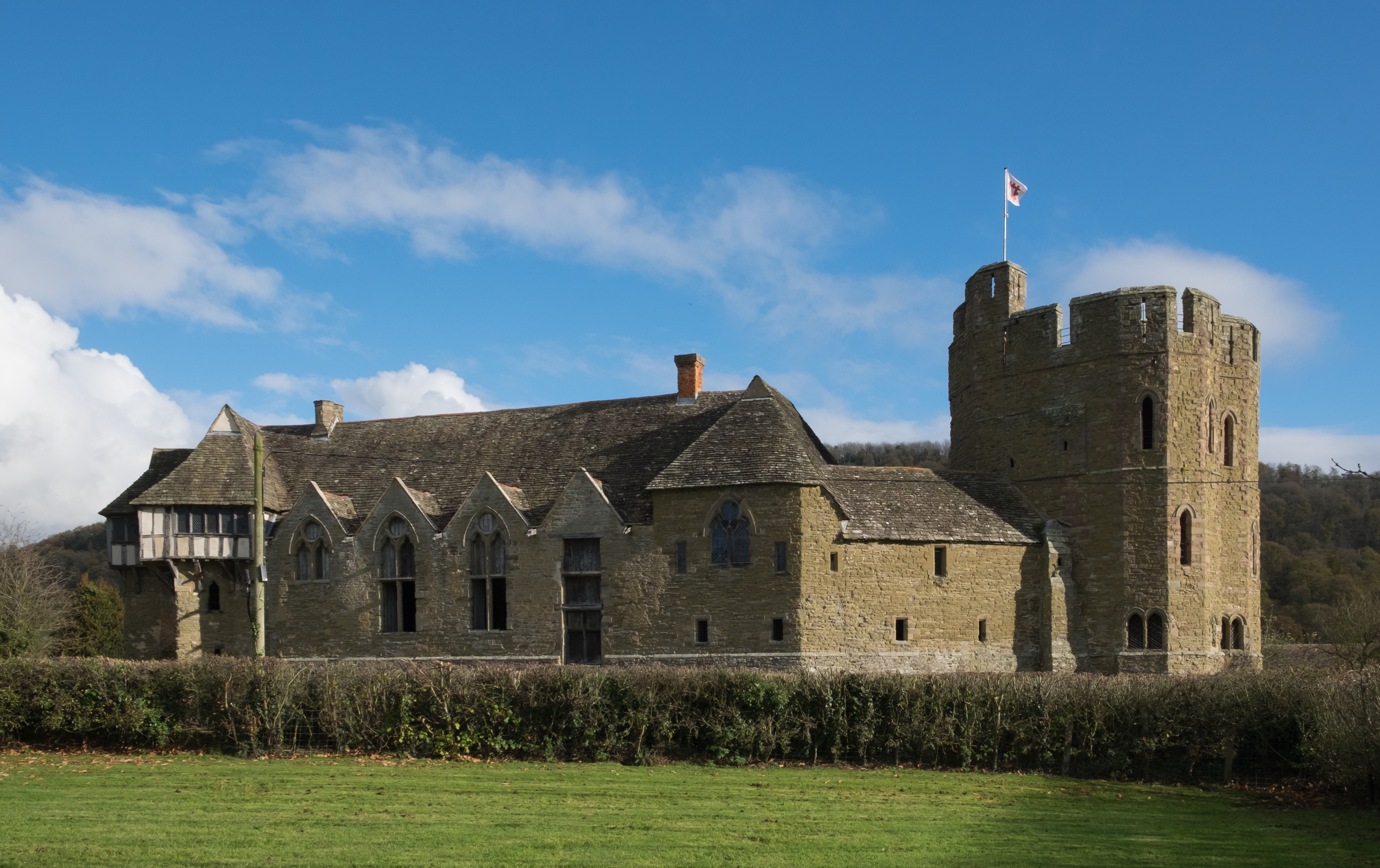
Zamek Stokesay

W XIII wieku na terenie Anglii zostało zbudowanych wiele zamków gotyckich. Najwięcej tego typu budowli powstało w drugiej połowie XIII stulecia, za panowania Edwarda I (1272–1307). Po podbiciu Walii nakazał budowę zamków, aby pokazać wyższość Anglików nad podbitym ludem. Z biegiem czasu nowo budowane zamki podążały w stronę wygody mieszkalnej, charakteryzując się większymi przeszkleniami i wyraźnym oddzieleniem pomieszczeń mieszkalnych od gospodarczych.  
Przykłady zamków gotyckich w Anglii: 
- Zamek Stokesay
- Zamek w Caernarfon

### Hiszpania

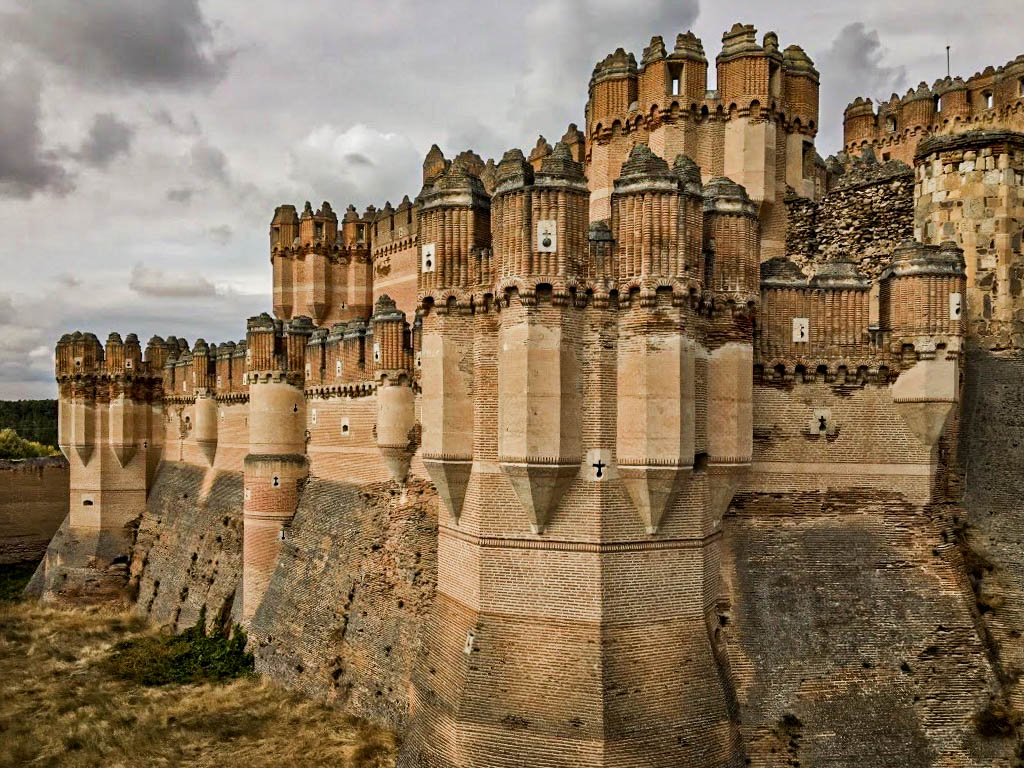
Zamek w Coca

Gotyckie zamki powstające w Hiszpanii budowane były wedle wzorców arabskich. Jako materiał budulcowy stosowano wyłącznie cegłę, przez co konstrukcje były tańsze i łatwiejsze w budowie. Podczas projektowania i budowy twierdz skupiano uwagę zarówno na walorach estetycznych, jak i obronnych.  
Przykłady zamków gotyckich w Hiszpanii: 
- Zamek w Coca
- Zamek Manzanares el Real